# Аймен Хуссейн
Аймен Хуссейн (араб. أيمن حسين, нар. 22 березня 1996) — іракський футболіст, нападник клубу «Аль-Кува» та національної збірної Іраку.

## Клубна кар'єра
Народився 22 березня 1996 року. Вихованець юнацьких команд футбольних клубів «Аль-Алам», «Туз» та «Газ Аль-Шамаль».
У дорослому футболі дебютував 2013 року виступами за команду «Дахук», в якій провів два сезони. Згодом з 2015 по 2018 рік грав у складі інших іракських команд «Аль-Нафт» та «Аш-Шорта».
У сезоні 2018/19 грав за туніський «Сфаксьєн», з яким виграв кубок країни.
Своєю грою за останню команду привернув увагу представників тренерського штабу клубу «Аль-Кува», до складу якого приєднався 2019 року. Відіграв за багдадську команду наступні два сезони своєї ігрової кар'єри, і виграв чемпіонат і кубок країни у сезоні 2020/21.
Протягом 2021—2023 років знову виступав за кордоном і захищав кольори катарських клубів «Умм-Салаль» та «Аль-Мархія», еміратську «Аль-Джазіру» та марокканську «Раджа» (Касабланка).
У кінці 2023 року повернувся до клубу «Аль-Кува».

## Виступи за збірні
Протягом 2015—2018 років залучався до складу збірної Іраку до 23 років. У її складі 2016 і 2018 року брав участь у молодіжному чемпіонаті Азії На молодіжному рівні зіграв у 17 офіційних матчах, забив 12 голів.
26 серпня 2015 року дебютував в офіційних матчах у складі національної збірної Іраку в товариській грі проти Лівану (3:2), де він вийшов на заміну замість Юніса Махмуда. Свій перший гол він забив у ворота збірної ОАЕ 5 вересня 2017 року.
Наприкінці 2017 року взяв участь у Кубку націй Перської затоки, де зі своєю командою дійшов до півфіналу, а влітку 2019 року зіграв у Чемпіонаті Західної Азії, де він і його команда дійшла до фіналу, програвши Бахрейну (0:1). Того ж року у складі збірної був учасником кубка Азії з футболу 2019 року в ОАЕ.
Згодом брав участь у Кубках націй Перської затоки у 2021 і 2023 роках, і у другому з них виграв золоті нагороди і з 3 голами став найкращим бомбардиром турніру.
На початку 2024 року був викликаний на Кубок Азії 2023 року, де у першому ж матчі проти Індонезії (3:1) забив гол.

## Досягнення
- Володар Кубка Тунісу: 2018/19
- Чемпіон Іраку: 2020/21
- Володар Кубка Іраку : 2020/21
- Володар Кубка націй Перської затоки: 2023

### Індивідуальні
- Найкращий бомбардир іракської Прем'єр-ліги: 2020/21 (22 голи)
- Найкращий бомбардир Кубка націй Перської затоки: 2023 (3 голи)